# Chungking Mansions
Chungking Mansions (кит. 重慶大廈, [ʦʰʊŋ˨˩hɪŋ˧ taː˨ihaː˨], на кантонском диалекте — Чхунхин тайха, что в переводе значит «Чунцинские особняки») — многофункциональный комплекс зданий, расположенный в гонконгском районе Чимсачёй, на оживлённой торговой улице Натан-роуд. Построен в 1961 году в стиле модернизма. Комплекс известен своим дешёвым съёмным жильём и недорогими торговыми площадями, что привлекает сюда мелких коммерсантов, особенно из числа иммигрантов (ежедневно через комплекс проходит около 10 тыс. человек, приблизительно 4—5 тыс. приезжих ночует в его номерах и комнатах). Пять 17-этажных блоков комплекса заняты бюджетными отелями, мелкими офисами, различными магазинами и закусочными. 
Своей скученностью, замкнутостью и самообеспеченностью атмосфера Chungking Mansions отдалённо напоминает атмосферу бывшего «города за стеной Коулуна». Многие африканские и южноазиатские коммерсанты, прибывающие в Гонконг, даже не покидают Chungking Mansions, ночуя, питаясь, обменивая деньги и совершая торговые сделки в одном здании. Chungking Mansions называют «дихотомией Гонконга» — ночлежка выходцев из третьего мира посреди блеска Натан-роуд, известной как местная  «золотая миля». Несмотря на свою неоднозначную репутацию, Chungking Mansions продолжает быть важным перевалочным пунктом в международной системе перемещения недорогих товаров и одним из центров «низовой или народной глобализации» (в противовес глобализации, продвигаемой на уровне правительств и корпораций).
Среди широко употребляемых прозвищ Chungking Mansions — «гетто», «бельмо на глазу», «джунгли», «крольчатник» (англ. rabbit warren), «конура», «гудящий улей», «анклав», «золотой рудник», «Вавилонская башня» и «маленькая ООН».

## Расположение
Комплекс Chungking Mansions расположен в торговом районе Чимсачёй, в квартале, образованном улицами Натан-роуд, Моди-роуд, Минден-роу и Мидл-роуд. Главный фасад здания выходит на оживлённую улицу Натан-роуд, пересекающую южный Коулун. С севера к комплексу примыкает отель Holiday Inn Golden Mile, с юга — отель Imperial и несколько многоквартирных домов, с востока — также несколько жилых зданий (соседние кондоминиумы, как и Chungking Mansions, населены иммигрантами и имеют неоднозначную репутацию). 
Рядом с Chungking Mansions расположены станции метро Чимсачёй (линия Чхюньвань) и Ист-Чимсачёй (Западная линия), а также оживлённая автобусная остановка Мидл-роуд. В шаговой доступности от Chungking Mansions расположены Коулунский парк, сад Сигнал-Хилл, Гонконгский культурный центр, Гонконгский музей космоса и Гонконгский музей искусств.

## Конструкция
Комплекс Chungking Mansions представляет собой пять 17-этажных бетонных блоков, построенных в 1961—1962 году. Первые два этажа являются общим для всего комплекса пространством. Нижние этажи блоков A и B заняты под торговые центры и оборудованы эскалаторами. Выше торговых этажей поднимаются отдельные жилые блоки со своими лестничными площадками и лифтами. 
В каждом блоке имеется два лифта: один для чётных этажей, другой — для нечётных. Все кабины лифтов оборудованы камерами видеонаблюдения. Всего в здании установлено свыше 300 камер видеонаблюдения, которые охватывают около 70 % общественных мест здания, имеются своя служба безопасности и постоянный пост полиции. На главном фасаде, выходящем на Натан-роуд, установлены большие экраны, которые круглосуточно показывают новости, спорт и коммерческую рекламу.
Длина комплекса составляет 84,6 метра, ширина — 57,3 метра, высота — 56,6 метра, общая площадь — 147 тыс. квадратных метров. Первые два этажа занимает общий подиум, из которого вырастают отдельные 15-этажные блоки (также в комплексе имеется один подземный этаж, используемый под торговые площади). Всего в комплексе 1980 комнат (номеров), свыше 290 магазинов (средняя площадь — 15 квадратных метров), 7 входов, 10 лестниц и 16 внутренних дворов.

## История
В 1920 году на месте нынешнего Chungking Mansions была построена Chungking Arcade, включавшая около 30 магазинов. Во время японской оккупации торговая галерея была закрыта, а в 1958 году её купил богатый хуацяо, проживавший на Филиппинах. Он решил построить на месте старой галереи высотный жилой дом для зажиточных арендаторов. 
Первая очередь Chungking Mansions открылась в ноябре 1961 года. Весной 1962 года, после небольшой реконструкции, на втором этаже комплекса открылся торговый центр The Hongkong Shopping Mart, рассчитанный на богатых туристов. На подземном этаже Chungking Mansions размещались ночные клубы, популярные у прибывавших в Гонконг моряков, выше открылись кинотеатры и рестораны. В сентябре 1966 года в Chungking Mansions случился первый большой пожар, что вынудило всех его жильцов выбежать на улицу. Выгорели шесть магазинов, задымление охватило всё здание, однако выходы на крышу оказались запертыми (убытки были оценены в 3 млн HKD).
Растущая арендная плата и противоречащие закону уведомления вынудили владельцев жилья сформировать в конце 1960-х годов союз для защиты своих интересов. В марте 1971 года в расположенном в комплексе ночном клубе Tung Wan Kok произошёл новый пожар, оставивший жителей Chungking Mansions без воды и электричества. Колониальные власти издали распоряжение, которое предписало провести в комплексе масштабный ремонт. В январе 1972 года недовольные пожарами и уровнем безопасности жители Chungking Mansions сформировали объединение владельцев (Incorporated Owners), которое до сих пор управляет комплексом.
К 1973 году Chungking Mansions уже имел стойкую репутацию места, где процветала проституция. Особенностью комплекса было то, что здесь работали не привычные китайские проститутки, а приезжие белые женщины из Австралии, Новой Зеландии, Канады и США, прибывавшие в Гонконг на полугодовую «вахту». В 1978 году набиравшее авторитетность издательство Lonely Planet впервые поместило Chungking Mansions в свой обзор гонконгских отелей, после чего комплекс приобрёл популярность среди бюджетных туристов и хиппи.
В июле 1985 года кусок бетона, сорвавшийся с 15 этажа Chungking Mansions, упал на припаркованное на улице такси и травмировал водителя. После инцидента власти обследовали здание и нашли ещё несколько опасных участков и выступов. В мае 1986 года в South China Morning Post вышла статья, которая охарактеризовала Chungking Mansions как место с «безвкусным силуэтом», «плохой репутацией» и «восхитительным карри».
В феврале 1987 года в Chungking Mansions была раскрыта сеть контрабандистов, которые вербовали ограниченных в средствах туристов для перевозки золота в Непал, Бангладеш, Индию и Южную Корею. В июле 1993 года в Chungking Mansions взорвался старый трансформатор, после чего владельцы установили новый, более мощный. Летом 1994 года на экраны вышел культовый фильм Вонга Карвая «Чунгкингский экспресс», который привлёк к зданию поток киноманов. В октябре 1994 года Chungking Mansions посетил последний британский губернатор Гонконга Крис Паттен (он стал первым главой города, который появился в комплексе). С 1995 по 1997 год администрация Гонконга выпустила восемь предписаний на устранение проблем в здании, что привело к значительному падению цен на недвижимость (окончательно ремонтные работы завершились только в 2001 году).
В ноябре 1995 года суд оправдал члена триады, обвинявшегося в намерении взорвать бомбу в ночном клубе China Palace, расположенном в Chungking Mansions (в ходе процесса судья отклонил показания полицейского под прикрытием, внедрённого в группировку «Сунъион»).
В июле 1999 года в рамках первой фазы масштабного проекта безопасности в Chungking Mansions были установлены 96 камер видеонаблюдения. Установка происходила на фоне постоянных угроз со стороны гангстеров, мастеров даже охраняли офицеры специального антимафиозного подразделения. В 2002 году новый комитет владельцев Chungking Mansions начинает программу по изменению отрицательного имиджа комплекса, который в гонконгских новостях часто упоминался в контексте антисанитарии и преступности.
В апреле 2005 года в Chungking Mansions открылся диспетчерский пункт видеонаблюдения, а общее число установленных камер достигло 208. В мае 2007 года американский журнал «Time» назвал Chungking Mansions «лучшим азиатским примером глобализации в действии».
В августе 2008 года в состав объединения владельцев Chungking Mansions вошли двое выходцев из Южной Азии, которые стали первыми некитайцами в руководящем органе комплекса. В 2009 году система видеонаблюдения Chungking Mansions увеличилась на 30 %, достигнув за десятилетие эксплуатации 310 камер. В 2010 году во всех пяти блоках комплекса была установлена современная система пожарной сигнализации.
Летом 2011 года вышла книга «Гетто в центре мира». Её автор, профессор антропологии Китайского университета Гонконга Гордон Мэтьюс около пяти лет изучал Chungking Mansions изнутри, беседуя с многочисленными обитателями и гостями комплекса. В октябре 2011 года закончилась реконструкция главного фасада Chungking Mansions, выходящего на улицу Натан-роуд (в ходе неё с фасада была удалена грязь, а также сняты портившие вид рекламные вывески и старые кондиционеры). В ноябре 2011 года Chungking Mansions отметил свой 50-летний юбилей. В августе 2014 года из Chungking Mansions был срочно госпитализирован нигериец с симптомами лихорадки Эбола, однако дальнейшие анализы оказались отрицательными.

## Использование
Комплекс Chungking Mansions, изначально построенный как жилое здание, сегодня известен далеко за пределами Гонконга своими разнообразными коммерческими учреждениями: недорогими хостелами, гестхаусами по типу пансионов, ресторанами, закусочными, магазинами одежды, мобильных телефонов, часов и игрушек, а также пунктами обмена валют, интернет-кафе, пунктами по упаковке и отправке товаров, мастерскими по ремонту электроники и изготовлению ключей, прачечными, парикмахерскими, туристическими и юридическими фирмами, конторами, которые помогают в оформлении документов на получение визы, билетными кассами. Раньше Chungking Mansions имел плохую репутацию, но ассоциация владельцев постаралась превратить его в привлекательный для бюджетных иностранцев коммерческий центр. 
В 2007 году журнал «Time» назвал Chungking Mansions «лучшим примером глобализации в действии». Если в начале 1960-х годов Chungking Mansions был рассчитан на проживание 500 семей, то к 2008 году здесь работало от 3 до 4 тыс. человек, около 10 тыс. человек посещало комплекс ежедневно и ещё 4 тыс. человек ночевало в его номерах. В Chungking Mansions насчитывалось 77 гестхаусов и хостелов, принадлежавших 920 владельцам, 18 пунктов обмена валют, около 300 магазинов и десятки фирм. Ежедневно комплекс производит около пяти тонн мусора.  

### Торговля
На нижних этажах Chungking Mansions имеется три торговых центра, имеющих отдельные входы на Натан-роуд — Chungking Mansions Shopping Arcade, Cke Shopping Mall и Wood House. Chungking Mansions Shopping Arcade занимает первый и второй этажи блока А. Часть старого торгового центра в 1998 году была закрыта, и после реконструкции на её месте в 2004 году открылись Cke Shopping Mall и Wood House.
Cke Shopping Mall, насчитывающий более 300 магазинов и салонов, специализируется на продаже косметики, парфюмерии, средств для ухода за волосами, модной одежды, обуви и аксессуаров, сувениров, часов, ювелирных украшений, а также на различных услугах (макияж и нейл-арт). Wood House расположен на подземном этаже и специализируется на продаже одежды и аксессуаров.  
Кроме этих трёх основных торговых площадок на различных этажах комплекса расположено множество мелких магазинов. Они специализируются на торговле одеждой, в том числе сари, электроникой, такой как подержанные китайские мобильные телефоны, игрушками и сувенирами. Многие магазины продают импортные товары, специально предназначенные для иммигрантских общин (продукты, специи, напитки, видео и музыкальные диски, книги, газеты и журналы, телефонные и интернет карточки). Офисы и складские помещения при магазинах служат местами, где заключаются различные «серые» экспортно-импортные сделки, в основном на поставки оптовых партий товаров в страны Азии и Африки.
Африканские торговцы стали останавливаться в Chungking Mansions с начала 2000-х годов, предпочтя дорогие рынки Дубая более дешёвому Гонконгу. К 2008 году примерно каждый пятый мобильный телефон, проданный в Чёрной Африке, прошёл через оптовиков Chungking Mansions. Некоторые телефоны, купленные в Гонконге, в Африке продаются с тройной наценкой. Постепенно африканские торговцы электроникой, средствами связи, одеждой и часами заняли около 20 % всех номеров в отелях и хостелах Chungking Mansions. 
Многие мелкие торговцы перевозят часы и электронику в собственном багаже, другие в складчину арендуют контейнеры. Нередко для обхода налогов коммерсанты подделывают документы или подкупают таможенников. Из-за ужесточения визового законодательства Гонконга и либерализации въезда в Китай к 2014 году многие африканские торговцы переориентировались на Гуанчжоу, Шэньчжэнь и другие города Гуандуна. Кроме того, цены на мобильные телефоны и другую электронику в материковом Китае ниже, чем в Гонконге.

### Проживание
В Chungking Mansions имеется около восьмидесяти учреждений отельного типа. Это наибольшее число хостелов, гестхаусов и пансионов, расположенных в одном здании Гонконга. В 2 тыс. номеров одновременно проживают около 4—5 тыс. человек. Многие этажи и группы номеров принадлежат отдельным хозяевам и управляются как самостоятельные отели. Имея одни из самых низких цен в Гонконге, отели Chungking Mansions привлекают множество бюджетных туристов и мелких коммерсантов.
Стандартные номера очень маленькие, они имеют одну или две кровати (иногда — двухъярусные кровати), телевизор, телефон и шкаф, объединённый санузел с туалетом, умывальником и душем. Почти все номера оборудованы кондиционерами и имеют Wi-Fi. На этажах и рецепциях имеются различные торговые автоматы. Многие номера на одну кровать имеют площадь в три квадратных метра, с общим душем на несколько номеров. Во многих хостелах не требуется предъявлять свой паспорт, достаточно сделать запись в журнале поселения.

### Питание
На нижних торговых этажах, а также на верхних жилых этажах Chungking Mansions расположены десятки ресторанов южноазиатской, китайской и африканской кухонь. Преобладают индийские, пакистанские и непальские семейные рестораны и закусочные, специализирующиеся на приготовлении карри, наана, тхали, тикки, цыплят тандури, самосы, чааты, масалы и других вегетарианских и халяльных блюд. Также здесь имеется несколько африканских бистро, арабских и турецких закусочных, где готовят фуфу, кебаб и шаурму. Среди точек общественного питания существует огромная конкуренция, поэтому на улицах вокруг Chungking Mansions всегда много зазывал и людей, раздающих флаера. 
Однако в Chungking Mansions существуют и «секретные» ресторанчики только для своих, попасть в которые стороннему человеку достаточно трудно. Кроме того, в комплексе имеются полулегальные рестораны и клубы, где филиппинки и отчасти индонезийки проводят свободное время с африканцами и другими мужчинами. К лету 2016 года в комплексе работало 18 официальных ресторанов, не считая десятков маленьких киосков и закусочных, продающих закуски и бутилированную воду, а также «секретных» ресторанов. В переулках вокруг Chungking Mansions расположены маленькие ларьки, продающие на разлив порции индийского виски, известного как «слёзы льва».

## Безопасность
У Chungking Mansions довольно плохая репутация в плане пожарной и санитарной безопасности, имеются проблемы с криминогенной обстановкой. Этому способствуют возраст здания, множество собственников и управляющих отдельными блоками и этажами, антисанитария в некоторых заведениях общепита, старая электропроводка, заблокированные выходы и лестничные пролёты. В Chungking Mansions несколько раз случались пожары. В результате пожара, произошедшего в феврале 1988 года, погиб датский турист, попавший в огненную ловушку. В феврале 1995 года гражданин Шри-Ланки убил в здании индийскую туристку.
Нередко лабиринты Chungking Mansions служат прибежищем наркоторговцев, мелких гангстеров, мошенников и нелегальных иммигрантов. В ходе полицейского рейда, проведённого в комплексе в июне 1995 года, были задержаны 45 мужчин и 7 женщин из азиатских и африканских стран. В результате досмотров и обысков у них были обнаружены наркотики, фальшивые документы и оборудование для подделки документов. В ходе масштабной операции, проведённой в Chungking Mansions в апреле 1996 года, за нарушение иммиграционного законодательства и наличие фальшивых документов были арестованы 52 мужчины и 7 женщин из 14 стран.
Во многих хостелах и гестхаусах процветает проституция, на некоторых лестничных клетках непальцы и африканцы продают или потребляют наркотики. Во многих магазинах, принадлежащих индийцам и бангладешцам, продаются контрафактные часы и сумки. Иногда межэтническое напряжение, присутствующее в Chungking Mansions, выходит из-под контроля, и в здании случаются драки, однако, благодаря системе видеонаблюдения и присутствию полицейских, в течение многих лет в комплексе не происходило убийств.
Многие иммигранты, обитающие в Chungking Mansions, в ожидании получения убежища годами незаконно работают без трудовой визы, однако полиция закрывает на это глаза, так как местные жители не будут выполнять «грязную» и тяжёлую работу за мизерную плату. Другой проблемой комплекса является изношенная электропроводка, проложенная открытым способом вдоль стен и потолков. В 1993 году в Chungking Mansions из-за аварии на неделю прекратилась подача электроэнергии, вследствие чего остановились лифты и водяные насосы, не работали холодильники и кондиционеры. К 2013 году усилиями полиции и службы безопасности большинство наркоторговцев перенесли розничные продажи кокаина и гашиша за пределы здания на окрестные улицы. Но всё же ограбления и драки в окрестностях Chungking Mansions иногда случаются.

## Этнический состав
Chungking Mansions служит местом общения и ведения дел для представителей различных этнических групп Гонконга. Здесь собираются представители южноазиатской общины (индийцы, пакистанцы, непальцы, бангладешцы и ланкийцы), африканцы (неофициально комплекс известен как «африканский квартал» Гонконга), арабы с Ближнего Востока, а также европейцы и американцы. Среди африканцев преобладают выходцы из Нигерии, Ганы, Гамбии, Мали, Танзании, Кении и Судана. Антрополог Китайского университета Гонконга профессор Гордон Мэтьюс, изучавший Chungking Mansions с 2007 года, выяснил, что за год через комплекс прошли люди более 120 национальностей. 
В Chungking Mansions проживает большая мусульманская община (пакистанцы, бангладешцы, индийцы, африканцы, арабы, турки, афганцы, курды из числа торговцев, владельцев магазинов, беженцев и рабочих), которая удовлетворяет свои религиозные потребности в соседней Коулунской мечети. Если среди приезжих покупателей преобладают африканцы, то среди владельцев магазинов и оптовых фирм — выходцы из Южной Азии и местные китайцы. На верхних этажах Chungking Mansions волонтёры из неправительственных организаций преподают английский и кантонский языки всем желающим из числа просителей убежища и других иммигрантов. 
По состоянию на 2008 год из 4 тыс. человек, проживавших в Chungking Mansions, 40 % были африканцами (преимущественно мужчины-коммерсанты), 30 % — выходцами из Южной Азии (преимущественно мужчины: рабочие, торговцы и управляющие), 15 % — белыми (туристы обоих полов) и 15 % — китайцами (преимущественно мужчины-владельцы). Основными религиями, которые исповедовали обитатели Chungking Mansions, были ислам, индуизм, христианство и буддизм.

## В популярной культуре
В культовой картине Вонга Карвая «Чунгкингский экспресс» (1994) комплекс Chungking Mansions изображён как логово наркобизнеса и коррупции. Китайское название фильма переводится как «Джунгли Чунцина» и относится к метафорическим бетонным джунглям Гонконга. Вонг Карвай вырос в районе Чимсачёй и хорошо знал окрестности мультинационального Chungking Mansions. Изначально владельцы здания были против съёмок внутри, опасаясь окончательно испортить и так неоднозначную репутацию комплекса, однако после выхода фильма на экраны Chungking Mansions и его окрестности стали магнитом для киноманов и других съёмочных групп.
В одной из серий программы «Злоключения за границей» телеканала National Geographic Channel комплекс Chungking Mansions был изображён местом, где четверых молодых людей завербовали в качестве «мулов» для контрабанды золота в Непал. В романе Майкла Коннелли «9 драконов» (2009) детектив Гарри Босх в поисках своей пропавшей дочери приезжает из Лос-Анджелеса в Коулун. Chungking Mansions описан в романе как «постмодернистская Касабланка» и «целый мир в одном здании».
Из-за космополитизма и противоречивой репутации журнал The Economist сравнил Chungking Mansions с кафетерием Космопорта из «Звёздных войн». В 2011 году на экраны вышла британская комедия «Агент Джонни Инглиш: Перезагрузка», один из эпизодов которой снимался в Chungking Mansions. Здания изображены в одном из эпизодов гонконгского художественного фильма «Самокрутка» (2020).